# 狮雄山建筑遗址
狮雄山建筑遗址位于中国广东省梅州市五华县华城镇塔岗村狮雄山，是秦汉时期的遗址，遗址发掘了大量秦汉时期的板瓦、筒瓦、瓦当及陶器等遗物。1989年6月29日被公布为广东省文物保护单位，2019年10月入选第八批全国重点文物保护单位。